# Lorose Keller
Lorose Keller (* 28. Juli 1932 als Lore Keller in Iserlohn, Ehename: Lore Rose; Pseudonyme: Hadra Rose, Lore Rose-Keller, Norma Varnhagen; † 3. November 2016 in Köln) war eine deutsche Schauspielerin, Sängerin, Schriftstellerin und Malerin.

## Leben
Lorose Keller wuchs in Bayreuth auf. Nach dem Abitur studierte sie ab 1952 in London und München Anglistik. Anschließend absolvierte sie eine Schauspiel- und Gesangsausbildung an der Staatlichen Musikhochschule Hamburg. Ab 1959 nahm sie Engagements als Schauspielerin und Sängerin an diversen städtischen und Privatbühnen sowie bei freien Produktionen wahr. Ab 1970 lebte sie als freiberufliche Künstlerin in Köln. Neben ihren schauspielerischen Aktivitäten war sie auch als Schriftstellerin und Malerin tätig.
Lorose Keller war seit Oktober 2015 in Weimar wohnhaft. Im Frühjahr 2016 kehrte sie in ihre Wahlheimat Köln zurück.
Lorose Kellers schriftstellerisches Werk umfasst erzählende Werke, Gedichte und Hörspiele. 1991 erhielt sie den Hörspielpreis Slabbesz des Österreichischen Rundfunks.

## Werke
- Vom Flüstern lauter als Schreien, Bremen 1982 (zusammen mit Christa Bley und Waltraud Daumal)
- Deutsch-deutsches Verhör, Berlin 1983
- Apokalypsaia, Essen 1991
- Die fliegende Braut, Essen 1995 (unter dem Namen Norma Varnhagen)
- Und vollende den Kreis, Köln 1995 (unter dem Namen Hadra Rose)
- Auf der Jakobsleiter, Köln 1999
- Hochzeit mit Luzifer, Essen 2000

## Filmografie
- 1973: Der kleine Dicke mit dem großen Langen
- 1990: Die Stimme des Mondes (La voce della luna)
- 1992: Probefahrt ins Paradies
- 1992: Die Tigerin
- 1994: Keiner liebt mich
- 2000: Der tote Taucher im Wald
- 2000: Fandango